# Juan Alberto Harriet
Juan Alberto Harriet (1888 - 1975) fue un latifundista ganadero argentino. Su actividad en la cría de ganado comenzó de muy joven, a los catorce años de edad se independizó y a los diecinueve ya tenía un importante establecimiento a cargo. Siguió creciendo como empresario hasta que en 1915 arrendó parte de “Don Remigio”, una estancia de más de 10 000 hectáreas de superficie que luego sería su centro de operaciones. 
En los años 1920, don Juan Alberto Harriet ya era uno de los empresarios agropecuarios más importantes del país. Su empresa, que tuvo su apogeo en los años 1950, incluía importantes superficies, centenas de personas, tractores y máquinas y decenas de aviones. Don Juan comandaba más de veinte grandes establecimientos dotados de la más moderna infraestructura donde sumaban cerca de 180.000 las hectáreas cultivadas. Allí se producían 600.000 bolsas de trigo además de avena, cebada y maíz y su empresa manejaba un rodeo de más de 100.000 bovinos y una majada de 60.000 lanares. Quienes lo conocieron, lo describen como un empresario tenaz, exitoso, humano y generoso, provisto de una gran creatividad.
Fueron incontables las ilustres visitas de Estados Unidos y de Europa, que se trasladaron a la Argentina exclusivamente para conocer el “sistema Harriet” de transformar pastos tiernos en carne y lana con la precaución de conservar el recurso suelo en zonas de escasas precipitaciones. La tarea de transformar tierras cubiertas de pastos duros en “islas verdes” de pastos tiernos y de alto rendimiento fueron sus grandes logros. Producía un promedio de 240 kg de carne por hectárea cuando el promedio de esa zona de invernada era de 90 kg. Ello se debe, en buena medida, a uno de los principales componentes del “Sistema Harriet”: la alfalfa, de la que llegó a sembrar más de 70.000 ha por año, llegando a ser el mayor sembrador de alfalfa del mundo. Producía alfalfa para forraje y para semilla con modernos equipos, muchos de ellos inventados por su propia empresa maquinaria, a cargo de su sobrino Pochoco Echeverz. Sus entregas de hacienda también batieron récords, como la entrega de 5.000 novillos gordos en un solo día, en el año 1919. Don Juan llegó a ser probablemente el mayor productor de carne vacuna del mundo. 
Su interés y preocupación lo llevaron también al desarrollo de regiones marginales en la selva misionera, en La Pampa, en el monte de San Luis y en el Uruguay.
Juan Alberto Harriet estuvo involucrado en la actividad filantrópica a lo largo de su vida. Es destacable por ejemplo la donación de las tierras donde se creó el Parque Provincial Moconá. A través de sus fundaciones: “Fundación Juan Alberto Harriet” y “Fundación Operación Amigo Argentina”, que eran lideradas por su hijo Johnny Harriet, Don Juan ayudaba a estudiantes destacados de escuelas rurales argentinas a acceder a la mejor educación internacional en universidades de los Estados Unidos. 
Antes de llegar en avión a “Don Remigio” podían fácilmente verse los logros obtenidos con inteligencia y ejecutividad localizando las “islas verdes”, donde se aplicaba el “sistema Harriet”, metodología de manejo del ganado que se enseñaba en las principales universidades del mundo. Las “Islas Verdes” que conformaban los campos de Harriet se destacaban en la uniformidad de las tierras circundantes. Lo logrado y hecho por don Juan Alberto Harriet merece destacarse como ejemplo de actividad empresaria rural, siendo aún hoy en día recomendable aprender de lo realizado por este señor del campo en esa época de tremendas dificultades, ya que la tecnología aplicada entonces sigue siendo válida hoy. Lo hecho no es sólo un ejemplo de desarrollo en muchos establecimientos rurales; es sobre todo digno de imitarse en su proyección de aporte constructivo al desarrollo del país. 